# نارنجی مد جدید است
نارنجی مد جدید است (به انگلیسی: Orange Is the New Black) نام سریالی آمریکایی از شبکه اینترنتی نتفلیکس با ژانر کمدی-درام است که توسط جنجی کوهان ساخته و در تلویزیون لاینزگیت تهیه شده‌است. این سریال از زندگی‌نامه پایپر کرمن برگرفته شده‌است. پخش فصل اول این سریال در تاریخ ۱۱ ژوئیه ۲۰۱۳ انجام شد.
فصل دوم آن هم در سال ۲۰۱۴ به پایان رسید و فصل سوم آن در ژوان ۲۰۱۵ پخش گردید و فصل پنجم سریال ۲۰۱۷، , و فصل ششم آن نیز در ۲۰۱۹ پایان یافت. در فصل پنجم با هک شدن شبکه نت‌فلیکس توسط گروه هکری هم‌اکنون ده اپیزود از فصل پنجم بر روی اینترنت قرار گرفته‌است و قرار است به درخواست گروه هکر مبلغی از طرف این شبکه پرداخت شود و این گروه اعلام کرده‌اند که اگر مبلغ فوق بدستشان نرسد مجبور به پخش پیش از موعد فیلم‌ها و سریالهای این شبکه می‌شوند.

## بازیگران اصلی
| بازیگر          | نقش               | فصل  | فصل  | فصل   |
| بازیگر          | نقش               | ۱    | ۲    | ۳     |
| --------------- | ----------------- | ---- | ---- | ----- |
| تیلور شیلینگ    | پیپر چپمن         | اصلی | اصلی | اصلی  |
| مایکل هارنی     | سم هلی            | اصلی | اصلی | اصلی  |
| کیت مولگرو      | گالینا "رد"       | اصلی | اصلی | اصلی  |
| لورا پرپون      | الکس وس           | اصلی | مکمل | اصلی  |
| اوزو ادوبا      | کریزی آیز         | مکمل | اصلی | اصلی  |
| دانیل بروکس     | تاشا              | مکمل | اصلی | اصلی  |
| ناتاشا لیون     | نیکل "نیکی" نیکلز | مکمل | اصلی | اصلی  |
| تارین منینگ     | تیفانی            | مکمل | اصلی | اصلی  |
| سلنیس لیوا      | گلوریا مندوزا     | مکمل | مکمل | اصلی  |
| آدریانا سی. مور | سیدنی             | مکمل | مکمل | اصلی  |
| داشا پولانکو    | دایا              | مکمل | مکمل | اصلی  |
| نیک ساندو       | جو کپتو           | مکمل | مکمل | اصلی  |
| یائل استون      | لورا مورلو        | مکمل | مکمل | اصلی  |
| سمیرا وایلی     | پوسی واشینگتن     | مکمل | مکمل | اصلی  |
| جیسن بیگز       | لری بلوم          | اصلی | اصلی | [ ۲ ] |
| میشل هرست       | خانم کلودته پلاگ  | اصلی |      |       |